# Bhimanavoddu, Mulbagal
Bhimanavoddu là một làng thuộc tehsil Mulbagal, huyện Kolar, bang Karnataka, Ấn Độ.